# Récompenses des Knicks de New York
Les Knicks de New York sont une franchise de basket-ball américaine évoluant dans la National Basketball Association. Cet article regroupe l'ensemble des récompenses des Knicks de New York durant les saisons NBA.

## Titres de l'équipe

### Champion NBA
Les Knicks ont gagné 2 titres de champion NBA : 1970, 1973.

### Champion de conférence
Ils ont remporté 4 titres de champion de la Conférence Est : 1972, 1973, 1994, 1999.

### Champion de division
Les Knicks ont été 8 fois champion de leur division : 1953, 1954, 1970, 1971, 1989, 1993, 1994, 2013.
Ces titres se répartissent entre 4 titres de division Est et de 4 titres au sein de la division Atlantique.

## Titres individuels

### MVP
- Willis Reed – 1970

### MVP des Finales
- Willis Reed – 1970, 1973

### Défenseur de l'année
- Tyson Chandler – 2012

### Rookie de l'année
- Willis Reed – 1965
- Patrick Ewing – 1986
- Mark Jackson – 1988

### 6ehomme de l'année
- Anthony Mason – 1995
- John Starks – 1997
- J. R. Smith − 2013

### Meilleure progression de l'année
- Julius Randle − 2021

### Entraîneur de l'année
- Red Holzman – 1970
- Pat Riley – 1993
- Tom Thibodeau – 2021

### NBA Clutch Player of the Year
- Jalen Brunson – 2025

## Hall of Fame

### Joueurs
25 hommes ayant joué aux Knicks principalement, ou de façon significative pendant leur carrière ont été introduits au Basketball Hall of Fame (également appelé Naismith Memorial Basketball Hall of Fame).
| Joueur            | Activité aux Knicks | Activité aux Knicks  | Hall of Fame        |
| Joueur            | Années              | Titres avec New York | Année intronisation |
| ----------------- | ------------------- | -------------------- | ------------------- |
| Tom Gola          | 1962–1966           | 0                    | 1976                |
| Jerry Lucas       | 1971–1974           | 1                    | 1980                |
| Slater Martin     | 1956                | 0                    | 1982                |
| Willis Reed       | 1964–1974           | 2                    | 1982                |
| Bill Bradley      | 1967–1977           | 2                    | 1982                |
| Dave DeBusschere  | 1969–1974           | 2                    | 1983                |
| Walt Frazier      | 1967–1977           | 2                    | 1987                |
| Earl Monroe       | 1972–1980           | 1                    | 1990                |
| Harry Gallatin    | 1948–1957           | 0                    | 1991                |
| Dick McGuire      | 1949–1957           | 0                    | 1993                |
| Walt Bellamy      | 1965–1968           | 0                    | 1993                |
| Bob McAdoo        | 1976–1979           | 0                    | 2000                |
| Patrick Ewing     | 1985–2000           | 0                    | 2008                |
| Richie Guerin     | 1956–1963           | 0                    | 2013                |
| Bernard King      | 1982–1987           | 0                    | 2013                |
| Nathaniel Clifton | 1950–1956           | 0                    | 2014                |
| Spencer Haywood   | 1975–1979           | 0                    | 2015                |
| Dikembe Mutombo   | 2003–2004           | 0                    | 2015                |
| Tracy McGrady     | 2010                | 0                    | 2017                |
| Maurice Cheeks    | 1990–1991           | 0                    | 2018                |
| Jason Kidd        | 2012–2013           | 0                    | 2018                |
| Carl Braun        | 1947–1950 1952–1961 | 0                    | 2019                |
| Paul Westphal     | 1981–1983           | 0                    | 2019                |
| Dick Barnett      | 1965–1974           | 2                    | 2024                |
| Chauncey Billups  | 2011                | 0                    | 2024                |

### Entraineurs, managers et contributeurs
| Personnalité  | Activité aux Knicks | Activité aux Knicks  | Activité aux Knicks | Hall of Fame        | Hall of Fame |
| Personnalité  | Années              | Titres avec New York | Fonction            | Année intronisation | Qualité      |
| ------------- | ------------------- | -------------------- | ------------------- | ------------------- | ------------ |
| Red Holzman   | 1967–1977 1978–1982 | 2                    | entraîneur          | 1986                | entraîneur   |
| Lenny Wilkens | 2004–2005           | 0                    | entraîneur          | 1998                | entraîneur   |
| Larry Brown   | 2005–2006           | 0                    | entraîneur          | 2002                | entraîneur   |
| Hubie Brown   | 1982–1986           | 0                    | entraîneur          | 2005                | contributeur |
| Pat Riley     | 1991–1995           | 0                    | entraîneur          | 2008                | entraîneur   |
| Don Nelson    | 1995–1996           | 0                    | entraîneur          | 2012                | entraîneur   |
| Rick Pitino   | 1987–1989           | 0                    | entraîneur          | 2013                | entraîneur   |

## Maillots retirés
Les maillots retirés de la franchise des Knicks sont les suivants :

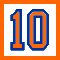
Walt Frazier 1967-1977
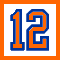
Dick Barnett 1965-1974
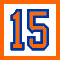
Dick McGuire 1949-1957
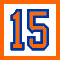
Earl Monroe 1972-1980
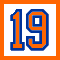
Willis Reed 1964-1974
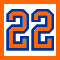
Dave DeBusschere 1969-1974
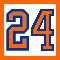
Bill Bradley 1967-1977
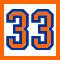
Patrick Ewing 1985-2000
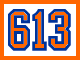
Red Holzman 1967-1977 1978-1982

## Récompenses du All-Star Week-End

### Sélections au All-Star Game
Liste des joueurs sélectionnés pour le All-Star Game, en tant que joueur des Knicks de New York :
- Vince Boryla – 1951
- Harry Gallatin (x7) – 1951, 1952, 1953, 1954, 1955, 1956, 1957
- Dick McGuire (x5) – 1951, 1952, 1954, 1955, 1956
- Max Zaslofsky – 1952
- Carl Braun (x5) – 1953, 1954, 1955, 1956, 1957
- Nat Clifton – 1957
- Richie Guerin (x6) – 1958, 1959, 1960, 1961, 1962, 1963
- Willie Naulls (x4) – 1958, 1960, 1961, 1962
- Kenny Sears (x2) – 1958, 1959
- Johnny Green (x3) – 1962, 1963, 1965
- Tom Gola (x2) – 1963, 1964
- Len Chappell – 1964
- Willis Reed (x7) – 1965, 1966, 1967, 1968, 1969, 1970, 1971
- Dick Barnett – 1968
- Dave DeBusschere (x8) – 1966, 1967, 1968, 1970, 1971, 1972, 1973, 1974
- Walt Frazier (x7) – 1970, 1971, 1972, 1973, 1974, 1975, 1976
- Bill Bradley – 1973
- Earl Monroe (x2) – 1975, 1977
- Bob McAdoo (x2) – 1977, 1978
- Bill Cartwright – 1980
- Micheal Ray Richardson (x3) – 1980, 1981, 1982
- Bernard King (x2) – 1984, 1985
- Patrick Ewing (x11) – 1986, 1988, 1989, 1990, 1991, 1992, 1993, 1994, 1995, 1996, 1997
- Mark Jackson – 1989
- Charles Oakley – 1994
- John Starks – 1994
- Allan Houston (x2) – 2000, 2001
- Latrell Sprewell – 2001
- David Lee – 2010
- Amar'e Stoudemire – 2011
- Carmelo Anthony (x6) – 2012, 2013, 2014, 2015, 2016, 2017
- Tyson Chandler – 2013
- Kristaps Porziņģis – 2018
- Julius Randle (x3) – 2021, 2023, 2024
- Jalen Brunson (x2) – 2024, 2025
- Karl-Anthony Towns – 2025

### Entraîneur au All-Star Game
- Joe Lapchick – 1951, 1953, 1954
- Red Holzman – 1970, 1971
- Pat Riley – 1993
- Jeff Van Gundy – 2000

### Vainqueur du concours de dunk
- Kenny Walker – 1989
- Nate Robinson – 2006, 2009, 2010
- Obi Toppin – 2022

### Vainqueur du Skills Challenge
- Kristaps Porziņģis – 2017

## Distinctions en fin d'année

### All-NBA Team

#### All-NBA First Team
- Harry Gallatin – 1954
- Walt Frazier (x4) – 1970, 1972, 1974, 1975
- Willis Reed – 1970
- Bernard King (x2) – 1984, 1985
- Patrick Ewing – 1990

#### All-NBA Second Team
- Carl Braun (x2) – 1948, 1954
- Dick McGuire – 1951
- Harry Gallatin – 1955
- Richie Guerin (x3) – 1959, 1960, 1962
- Willis Reed (x4) – 1967–1969, 1971
- Dave DeBusschere – 1969
- Walt Frazier (x2) – 1971, 1973
- Patrick Ewing (x6) – 1988, 1989, 1991–1993, 1997
- Amar'e Stoudemire – 2011
- Carmelo Anthony – 2013
- Julius Randle – 2021
- Jalen Brunson (x2) – 2024, 2025

#### All-NBA Third Team
- Carmelo Anthony – 2012
- Tyson Chandler – 2012
- Julius Randle – 2023
- Karl-Anthony Towns – 2025

### NBA All-Defensive Team

#### NBA All-Defensive First Team
- Dave DeBusschere (x6) – 1969–1974
- Walt Frazier (x7) – 1969–1975
- Willis Reed – 1970
- Micheal Ray Richardson – 1981
- Charles Oakley – 1994
- Tyson Chandler – 2013

#### NBA All-Defensive Second Team
- Patrick Ewing (x3) – 1988, 1989, 1992
- John Starks – 1993
- Charles Oakley – 1998
- Tyson Chandler – 2012

### NBA All-Rookie Team

#### NBA All-Rookie First Team
- Art Heyman – 1964
- Jim Barnes – 1965
- Howard Komives – 1965
- Willis Reed – 1965
- Dick Van Arsdale – 1966
- Cazzie Russell – 1967
- Walt Frazier – 1968
- Phil Jackson – 1968
- Bill Cartwright – 1980
- Darrell Walker – 1984
- Patrick Ewing – 1986
- Mark Jackson – 1988
- Channing Frye – 2006
- Landry Fields – 2011
- Iman Shumpert – 2012
- Tim Hardaway, Jr. – 2014
- Kristaps Porziņģis – 2016
- Willy Hernangómez – 2017

#### NBA All-Rookie Second Team
- Rod Strickland – 1989
- Langston Galloway – 2015
- Mitchell Robinson – 2019
- Immanuel Quickley – 2021